# Бизача Нуова (Авелино)
Бизача Нуова је насеље у Италији у округу Авелино, региону Кампанија.
Према процени из 2011. у насељу је живело 1836 становника. Насеље се налази на надморској висини од 874 м.